# Assembleia Legislativa Provincial do Rio Grande do Sul (1.ª legislatura)
Província de São Pedro do Rio Grande do Sul (20 de abril de 1835) — É eleito na 1.ª Sessão Preparatória para a instalação da Assembleia o 1.º presidente Rodrigo José de Figueiredo Moreira que presidiu às sessões até a eleição da Mesa que promulgá à Lei n.º 1 em 27 de junho de 1835 à instalação da Assembleia dar-se-ia no dia 1 de março de cada ano, está foi substituída pela Lei n.º 1 de 25 de março de 1846 que estabelecerá à data à 1 de outubro de cada ano, no dia 20 de abril por Marciano José Pereira Ribeiro em Sessão Ordinária no inicio da Guerra dos Farrapos (1835-1845).

## Eleições
A eleição foi em 7 de abril de 1835 e o Partido Farroupilha ganhou a maioria das cadeiras. A assembleia polarizou-se entre oposição e apoiadores do governo do presidente da província Fernandes Braga, que contava com apertada maioria.
O mandato das legislaturas era de dois anos, porém a lei de criação das assembleias provinciais estabelecia que a primeira legislatura duraria até o final de 1837, portanto uma duração de 3 anos.
Onze dos deputados diplomados eram ostensivamente liberais, sendo um deles, Marciano  Ribeiro, republicano; além deste dez suplentes também eram liberais. Entre os oposicionistas se destacavam Antônio Gonçalves Chaves (o 2.º deputado mais votado), Padre Chagas, José de Paiva Magalhães Calvet, major Mariano de Matos, Bento Gonçalves, Francisco Xavier Ferreira (diretor do O Noticiador) e Domingos José de Almeida.
Do lado governista, estavam o advogado Rodrigo de Sousa da Silva Pontes (o candidato mais votado), o advogado João Dias de Castro, o juiz de direito Pedro Rodrigues Fernandes Chaves (irmão do presidente Fernandes Braga e que exercia forte liderança entre os caramurus).
Na sessão inaugural da Assembleia Provincial, o presidente da província Fernandes Braga, acusou os liberais extremados de planejarem separar o Rio Grande do Sul do Império e uni-lo ao Uruguai. O presidente da província, secundado pelo comandante das armas Sebastião Barreto Pereira Pinto , mencionava Bento Gonçalves  e referindo-se também a Juan Antonio Lavalleja e o Padre Caldas. Houve protestos e contra-protestos em sessões seguidas, Fernandes Braga ainda tentou corrigir-se e apaziguar os ânimos, mas já era tarde demais.
Durante esta legislatura, em 1835, houve aprovação de apenas 9 leis:
1. fixou-se 1º de março como data para a instalação anual da Assembleia;
2. mandou-se construir casas de correção em Porto Alegre e em Pelotas;
3. regulamentaram-se as desapropriações por utilidade pública;
4. aprovou-se o orçamento provincial para 1835-1836, com autorização para organizar-se uma Força Policial;
5. elevaram-se as vilas de Pelotas e Rio Grande à condição de cidades;
6. criou-se o cargo de Escrivão de Órfãos em cada nova vila que se instalasse;
7. fixou-se o subsídio e a ajuda de custo dos deputados;
8. aprovou-se o orçamento de cada município e regularam-se as respectivas rendas.

Cinco meses após o início desta legislatura deu início a Revolução Farroupilha. Portanto o ano de 1836 teve poucas sessões. Em 1837, após a expulsão dos Farroupilhas de Porto Alegre, somente os representantes do partido Conservador se fizeram presentes.
Com o término desta legislatura, por causa da Revolução Farroupilha, o parlamento permaneceu fechado por mais de oito anos, tendo a segunda legislatura sido eleita e se reunido somente em 1846.

## Relação dos deputados eleitos
| Nº | Deputado                                        | Profissão                                                                  |
| -- | ----------------------------------------------- | -------------------------------------------------------------------------- |
| 1  | Américo Cabral de Melo                          | Médico                                                                     |
| 2  | Antônio Joaquim da Silva Maia                   | Advogado                                                                   |
| 3  | Antônio José Gonçalves Chaves                   | Proprietário                                                               |
| 4  | Antônio Rodrigues Fernandes Braga               | Não assumiu por ser o Presidente da Província                              |
| 5  | Bento Gonçalves                                 | Coronel de cavalaria                                                       |
| 6  | Domingos José de Almeida                        | Major da Guarda Nacional                                                   |
| 7  | Fidêncio José Ortiz                             | Padre                                                                      |
| 8  | Francisco das Chagas Martins Ávila e Sousa      | Padre                                                                      |
| 9  | Francisco Isidoro de Sá Brito                   | Advogado                                                                   |
| 10 | Francisco Xavier Ferreira                       | Proprietário                                                               |
| 11 | Gabriel Martins Bastos                          | Tesoureiro da Alfândega                                                    |
| 12 | João Batista de Figueiredo Mascarenhas          | Médico                                                                     |
| 13 | João da Silva Tavares – visconde do Serro Largo | Major da Guarda Nacional                                                   |
| 14 | João Dias de Castro                             | Juiz municipal                                                             |
| 15 | João Francisco Vieira Braga                     | Proprietário                                                               |
| 16 | Joaquim Vieira da Cunha                         | Juiz de Direito de Piratini                                                |
| 17 | José de Paiva Magalhães Calvet                  | Lente de geometria                                                         |
| 18 | José Maria Rodrigues                            | Proprietário                                                               |
| 19 | José Mariano de Matos                           | Major de artilharia                                                        |
| 20 | Manuel Felizardo de Sousa e Melo                | Inspetor da Fazenda                                                        |
| 21 | Marciano José Pereira Ribeiro                   | Médico (1º presidente da assembleia)                                       |
| 22 | Olivério José Ortiz                             | Militar                                                                    |
| 23 | Pedro Rodrigues Fernandes Chaves                | Juiz de Direito de Porto Alegre                                            |
| 24 | Rodrigo de Sousa da Silva Pontes                | Juiz de Direito de Rio Pardo                                               |
| 25 | Rodrigo José de Figueiredo Moreira              | Tesoureiro (presidiu a sessão de instalação, sendo eleita a mesa diretora) |
| 26 | Sebastião Barreto Pereira Pinto                 | Comandante das armas                                                       |
| 27 | Sebastião Pinto do Rego                         | Padre                                                                      |
| 28 | Tomé Luís de Sousa                              | Cônego                                                                     |

## Relação de suplentes convocados
| Nº | Suplentes convocados                            | Profissão |
| -- | ----------------------------------------------- | --------- |
| 29 | Antônio Álvares Pereira Coruja                  |           |
| 30 | Antônio Fernandes Teixeira                      |           |
| 31 | Antônio Pereira Ribeiro                         |           |
| 32 | Bento Manoel Ribeiro                            |           |
| 33 | Domingos José de Araújo Bastos                  |           |
| 34 | Francisco Antônio Olinto de Carvalho            |           |
| 35 | Israel Soares de Paiva                          |           |
| 36 | João Ferreira de Assis                          |           |
| 37 | João Francisco Vieira Braga                     |           |
| 38 | Joaquim Lopes de Barros                         |           |
| 39 | José de Araújo Ribeiro                          |           |
| 40 | José de Bittencourt Cidade                      |           |
| 41 | José Luís de Azevedo                            |           |
| 42 | José Maria da Gama Lobo d'Eça                   |           |
| 43 | José Maria de Sales Gameiro de Mendonça Peçanha |           |
| 44 | José Pinheiro de Ulhoa Cintra                   |           |
| 45 | Juliano de Faria Lobato                         |           |
| 46 | Manuel Alves dos Reis Louzada                   |           |
| 47 | Manuel José de Freitas Travassos                |           |
| 48 | Manuel José Machado                             |           |
| 49 | Patrício José Correia da Câmara                 |           |
| 50 | Pedro José de Almeida                           |           |
| 51 | Perseverando José Rodrigues Ferreira            |           |
| 52 | Silvano José Monteiro de Araújo e Paula         |           |
| 53 | Venceslau de Oliveira Belo                      |           |
| 54 | Vicente Ferrer Gomes                            |           |
| 55 | Vicente José da Silva Chagas Maia               |           |
| 56 | Victorino José Ribeiro                          |           |